# Epico Colón
Orlando Colón (San Juan, 24 de março de 1982) é um lutador de wrestling profissional porto-riquenho conhecido pela sua passagem na WWE sob o nome Epico. Orlando é membro da família Colón, primo de Carlito e de Eddie Colón, ambos com passagem pela WWE, atualmente Orlando luta na World Wrestling Council, empresa de seu tio, Carlos Colón, Sr.

## (2011-atualmente)
Orlando formou a stable heel The Latin Freebirds com Primo , a stable ficou em feud com a Air Boom , num episódio não-televisionado da WWE , Primo e Epico conquistaram o WWE Tag Team Championship, titulo esse, que foi validado pela WWE no dia seguinte, o que não é de costume a empresa fazer, validar títulos ganhos em House Shows. No Raw seguinte eles defenderam o título contra a Air Boom, e os venceram mais uma vez. No Royal Rumble Epico foi o lutador Nº10 à entrar, e também o que passou menos tempo, 11 segundos, ao ser eliminado por Mick Foley.
Epico e Primo defenderam seus WWE Tag Team Title's no pré-show do WrestleMania contra The Usos e Justin Gabriel e Tyson Kidd, onde os venceram. Eles perderam o título no Raw de 30 de Abril para R-Truth e Kofi Kingston. Participaram de Fatal-four-way no No Way Out para definir os desafiantes ao WWE Tag Team Championship, onde foram traídos por A.W. e perderam para Prime Time Players.

### Los Matadores
Em 30 de Setembro num episódio do Raw após um longo tempo fora, Epico e Primo debutaram personagens de toureiros com o manager El Torito, sob o nome Los Matadores, fazendo um time para derrotar 3MB em uma tag team match.

## No wrestling
- Finishing moves
  - Backstabber (Double knee backbreaker)— WWE
  - Orlando's Magic (Swinging leg hook Samoan drop) — Circuito independente
- Signature moves
  - German suplex, seguido de dois belly-to-back
- Managers
  - Primo
  - Rosa Mendes
- Temas de entrada
  - Florida Championship Wrestling
    - "The Ascension Theme" (2011; Utlizado quando fazia parte da The Ascension)

  - World Wrestling Entertainment
    - "Wrong Time (A)" (Utilizada em seu debut)
    - "Gangsta" por Jim Johnston (2011; Utilizada uma vez com Hunico)
    - "Barcode" por Jack Elliot (2011 – presente)

## Títulos e prêmios
- Florida Championship Wrestling
  - FCW Florida Tag Team Championship (2 vezes) - com Hunico[2][3]
- World Wrestling Entertainment
  - WWE Tag Team Championship (1 vez) - com Primo
- Pro Wrestling Illustrated
  - PWI o colocou como 346° dos 500 melhores lutadores singulares durante a PWI 500 de 2010[4]
  - PWI o colocou como 287º dos 500 melhores lutadores singulares durante a PWI 500 de 2011
- World Wrestling Council
  - WWC Puerto Rico Heavyweight Championship (6 vezes)
  - WWC Caribbean Heavyweight Championship (1 vez)